# Bitterer Honig
Bitterer Honig ist ein britisches Filmdrama von Tony Richardson aus dem Jahr 1961. Der Film basiert auf dem gleichnamigen Bühnenstück (Originaltitel: A Taste of Honey) von Shelagh Delaney, die auch am Drehbuch mitwirkte.

## Handlung
Der Film spielt in der britischen Stadt Salford um 1950. Jo, ein siebzehnjähriges Mädchen aus dem Arbeiterviertel, lebt mit ihrer Mutter Helen in instabilen Familienverhältnissen zusammen.
Nachdem Helen mit Peter, einem bedeutend jüngeren und wohlhabenden Mann, eine Beziehung begonnen hat, verlässt sie Jo. Zur selben Zeit verliebt sich Jo in Jimmy, einen dunkelhäutigen Matrosen, und wird von ihm schwanger. Als Jimmy wieder aufs Meer hinausfährt und sie wiederholt auf sich alleine gestellt ist, begegnet sie dem homosexuellen Modestudenten Geoffrey. Geoffrey zieht bei Jo ein und übernimmt gleichzeitig die Vaterrolle für ihr Baby. Als Helen, die inzwischen mit ihrem Liebhaber gebrochen hat, unerwartet zurückkehrt, erkennt Geoffrey bitter, dass für ihn nun kein Platz mehr ist, und verlässt Jo.

## Hintergrund
Bitterer Honig gilt als einer der Schlüsselfilme der British New Wave und hält sich eng an die literarische Vorlage aus dem Jahr 1958.

## Auszeichnungen
Der Film wurde in den nachfolgenden Jahren mit mehreren internationalen Preisen ausgezeichnet. 1962 gewann er vier British Film Academy Awards in den Kategorien bestes britisches Drehbuch und bester britischer Film, beste weibliche Hauptrolle und beste Nachwuchsdarstellerin. Bei den Filmfestspielen von Cannes 1962 wurden Tushingham und Melvin als beste Schauspieler geehrt. 1963 erhielt Tushingham einen Golden Globe Award als beste Nachwuchsdarstellerin. Das British Film Institute wählte Bitterer Honig im Jahr 1999 auf Platz 56 der besten britischen Filme des 20. Jahrhunderts.

## Sonstiges
Das Instrumentalstück A Taste of Honey, das 1960 von Bobby Scott and Ric Marlow für die Broadwayinszenierung des Dramas geschrieben worden war, wurde nicht in der Filmversion verwendet. Später wurde es unter anderem von Herb Alpert, den Beatles und Esther Ofarim gecovert.